# اتحادیه روز پروردگار
اتحادیه روز پروردگار (انگلیسی: Lord's Day Alliance) که نام پیشین آن «اتحادیهٔ شبات آمریکا» (انگلیسی: American Sabbath Union) بود، یک سازمان وحدت‌گرا شنبه‌داران مسیحی است. این سازمان که در ایالات متحده آمریکا و کانادا مستقر است، در سال ۱۸۸۸ توسط فرقه‌های اصلی مسیحی تأسیس شد. این کلیساها با یکدیگر همکاری کردند تا «اتحادیه روز پروردگار» را به منظور تغییر در برخی حوزه‌های عمومی، به‌خصوص «لابی کردن برای تصویب قانون تعطیلی یکشنبه» ایجاد کنند.این سازمان هر دو سال یکبار مجله‌ای به نام «ئی‌ساندی» منتشر می‌کند.
اروین فالبوش و جفری ویلیام برومیلی می‌نویسند که اتحادیه روز پروردگار در سراسر حیات خود، با حمایت اتحادیه‌های کارگری، «برای جلوگیری از مداخله واحدهای سکولار و تجاری در مختل کردن آزادی عبادت و استثمار کارگران» لابی کرده‌است. به عنوان مثال، اتحادیه روز پروردگار از کنگره ایالات متحده آمریکا توسط در تأمین «یک روز استراحت برای کارمندان پست شهری که ساعات کارشان، برخلاف ساعات کار پست‌چی‌ها، عمدتاً بدون مقررات بود» حمایت کرد.
شعبه کانادایی «اتحادیه روز پروردگار» (که اکنون با عنوان انجمن امت یکشنبه کانادا شناخته می‌شود) در تصویب «قانون روز پروردگار» در سال ۱۹۰۶ موفق بود و این قانون تا سال ۱۹۸۵ به قوت خود باقی ماند.